# Хрислам
Хрислам (англ. chrislam, альтернативные названия: «миссия Воли Божией», или «Истинная весть Божьей миссии») — синкретичная религиозная секта, распространенная у йоруба в Нигерии. Учение секты включает в себя элементы христианства и ислама.
Была основана Тэлой Телла в 1980-х годах. Секта преимущественно существует в Лагосе. Численность составляет около 1500 человек. Последователи хрислама признают как священные книги и Библию, и Коран.